# Wereldkampioenschap schaatsen allround kwalificatie 2010 (Noord-Amerika & Oceanië)
De twaalfde editie van de Continentale kampioenschappen schaatsen voor Noord-Amerika & Oceanië werd op 23 en 24 januari 2010 gehouden in de Olympic Oval te Calgary, Canada.
Vanaf de editie van 1999 was het aantal deelnemers aan het WK allround door de ISU op 24 deelnemers vastgesteld. De startplaatsen werd voortaan per continent verdeeld. Voor Europa werd het EK allround tevens het kwalificatietoernooi voor het WK Allround. Voor Azië en Noord-Amerika & Oceanië werden er door de ISU in 1999 speciaal kwalificatietoernooien voor georganiseerd.
In 2010 mochten er maximaal zeven mannen en zes vrouwen uit Noord-Amerika/Oceanië deelnemen aan het WK allround.
| zaterdag 23 januari                                                     | zondag 24 januari                                                           |
| ----------------------------------------------------------------------- | --------------------------------------------------------------------------- |
| 500 meter vrouwen 3000 meter vrouwen 500 meter mannen 5000 meter mannen | 1500 meter vrouwen 5000 meter vrouwen 1500 meter mannen 10.000 meter mannen |

## Mannen
Er waren 14 mannen ingeschreven voor deze twaalfde editie, het maximale aantal van zes deelnemers uit Canada en de Verenigde Staten en één deelnemer uit Australië en Nieuw-Zeeland.
Trevor Marsicano werd de vierde Amerikaans winnaar van dit "Continentaal Kampioenschap" na Derek Parra,
Shani Davis en Chad Hedrick. Van de zeven WK-startplaatsen gaan er vier naar Canada, twee naar de Verenigde Staten en één naar Nieuw-Zeeland. Dit was de eerste keer dat via dit kwalificatietoernooi een startplaats voor Nieuw-Zeeland op het WK werd bewerkstelligd. Na het afzien van deelname door Zuid-Korea werd deze startplaats toegewezen aan Australië in de persoon van Joshua Lose.

### Eindklassement
| Rang   | Schaatser          | Land             | 500m       | 5000m        | 1500m        | 10.000m       | Punten  |
| ------ | ------------------ | ---------------- | ---------- | ------------ | ------------ | ------------- | ------- |
| Goud   | Trevor Marsicano   | Verenigde Staten | 36,17 (2)  | 6.25,67 (3)  | 1.46,66 (5)  | 13.36,52 (2)  | 151,102 |
| Zilver | Jonathan Kuck      | Verenigde Staten | 36,50 (4)  | 6.24,58 (2)  | 1.45,88 (2)  | 13.40,34 (3)  | 151,268 |
| Brons  | Mathieu Giroux     | Canada           | 36,27 (3)  | 6.32,53 (6)  | 1.46,46 (4)  | 13.47,76 (5)  | 152,398 |
| 4      | Steven Elm         | Canada           | 36,61 (5)  | 6.35,22 (9)  | 1.46,28 (3)  | 13.49,01 (6)  | 153,009 |
| 5      | Lucas Makowsky     | Canada           | 36,65 (6)  | 6.33,41 (7)  | 1.47,44 (6)  | 13.46,30 (4)  | 153,119 |
| 6      | Shane Dobbin       | Nieuw-Zeeland    | 38,20 (11) | 6.26,05 (4)  | 1.48,77 (10) | 13.34,03 (1)  | 153,763 |
| 7      | Justin Warsylewicz | Canada           | 37,16 (7)  | 6.33,90 (8)  | 1.48,45 (8)  | 14.01,53 (8)  | 154,777 |
| 8      | Paul Dyrud         | Verenigde Staten | 37,47 (9)  | 6.35,36 (10) | 1.48,71 (9)  | 13.52,17 (7)  | 154,851 |
| 9      | Patrick Meek       | Verenigde Staten | 38,36 (12) | 6.32,67 (6)  | 1.50,36 (11) | 14.02,01 (9)  | 156,514 |
| 10     | Justin Stelly      | Verenigde Staten | 37,52 (10) | 6.46,15 (13) | 1.51,56 (12) | 14.19,69 (10) | 158,306 |
| 11     | Jeff Kitura        | Canada           | 37,25 (8)  | 6.48,54 (11) | 1.47,65 (7)  | 14.58,02 (11) | 158,888 |
| -      | Denny Morrison     | Canada           | 35,97 (1)  | 6.24,31 (1)  | 1.44,27 (1)  |               |         |
| -      | Joshua Lose        | Australië        | 38,90 (13) | 6.40,91 (11) | 1.51,60 (13) |               |         |
| -      | Josh Wood          | Verenigde Staten | dns        | 6.53,43 (12) | 1.51,73 (14) |               |         |

## Vrouwen
Er namen tien vrouwen aan deze twaalfde editie deel, het maximale aantal van zes uit Canada en vier uit de Verenigde Staten. De Canadese Kristina Groves werd voor de vijfde keer winnares van dit "Continentaal Kampioenschap". Van de zes WK-startplaatsen gaan er vier naar Canada en twee naar de Verenigde Staten.

### Eindklassement
| Rang   | Schaatsster        | Land             | 500m       | 3000m        | 1500m        | 5000m       | Punten  |
| ------ | ------------------ | ---------------- | ---------- | ------------ | ------------ | ----------- | ------- |
| Goud   | Kristina Groves    | Canada           | 38,91 (2)  | 4.03,23 (1)  | 1.53,75 (1)  | 7.01,90 (1) | 159,555 |
| Zilver | Cindy Klassen      | Canada           | 39,80 (4)  | 4.06,80 (2)  | 1.56,28 (3)  | 7.12,52 (4) | 162,945 |
| Brons  | Jilleanne Rookard  | Verenigde Staten | 39,91 (6)  | 4.09,09 (4)  | 1.59,74 (6)  | 7.08,40 (3) | 164,178 |
| 4      | Christine Nesbitt  | Canada           | 38,88 (1)  | 4.14,35 (6)  | 1.56,19 (2)  | 7.24,30 (5) | 164,432 |
| 5      | Clara Hughes       | Canada           | 42,47 (10) | 4.07,96 (3)  | 2.01,80 (7)  | 7.07,52 (2) | 167,149 |
| 6      | Anna Ringsred      | Verenigde Staten | 39,82 (5)  | 4.15,07 (7)  | 1.59,07 (5)  | 7.33,56 (7) | 167,378 |
| 7      | Maria Lamb         | Verenigde Staten | 41,76 (9)  | 4.15,67 (8)  | 2.03,57 (9)  | 7.29,16 (6) | 170,478 |
| 8      | April Medley       | Verenigde Staten | 41,71 (8)  | 4.30,72 (10) | 2.07,94 (10) | 8.04,36 (8) | 177,913 |
| -      | Brittany Schussler | Canada           | 39,61 (3)  | 4.10,36 (5)  | 1.56,67 (4)  |             |         |
| -      | Nicole Garrido     | Canada           | 41,32 (7)  | 4.16,32 (9)  | 2.02,94 (8)  |             |         |